# Поморавие
 Тази статия е за областта в Сърбия.  За областта в Чехия вижте Моравия.  
Поморавието (на сръбски: Поморавље или Pomoravlje), също Моравско и по-рядко Моравия, е историко-географска област, заедно с Тимошко, съставляваща Източна Сърбия.

## Обхват
Поморавието е равнинната област по поречието с притоците на реките Южна Морава, долното течение на Западна Морава след слива на Ибър при Кралево и Велика Морава.
Съставна част на Поморавието е и Понишавието – областта (част от която е в България) по течението на Нишава, най-големия десен приток на Южна Морава. То включва и т.нар. Биначко Поморавие (Бинче Морава е другото название на Южна Морава), чиято по-голяма част е в Косово.
Областта обхваща територията по водосборния басейн на река Морава, т.е. Южна и Велика Морава, вкл. притоците им, без Западна Морава до слива ѝ с Ибър с нейните притоци. В историко-географски план Поморавието е долината по основната посока от юг на север на протичане на реката, т.е. без Западна Морава, преди влизането ѝ в равнинната област преди Крушевачката котловина при Кралево. Терминът се използва предимно в българските културно-исторически среди.
Основните градове в областта са Ниш, Лесковац, Пирот, Враня и Крушевац.

## Етимология
Името на областта идва от името на едноименната река Велика Морава. Изключително често се допуска грешка при наименованието на нейните 2 основни притока – Южна Морава и Западна Морава. Първият е наричан също Българска Морава, а вторият по аналогия – Сръбска Морава. Това е неправилно географски и невярно исторически. Името Българска Морава носи цялата река Южна Морава, която протича в посока от юг на север, а с името Сръбска Морава се нарича реката, позната днес като Голийска Моравица, която също така протича в посока от юг на север и заедно с Детиня образува Западна Морава (протичайки през изцяло сръбски етнически територии). Между тези „народностни“ Морави се намира областта Поибрие, известно днес още и като Долината на люляците, а в миналото като област Дендра.

## История
Поморавието е сред 5-те основни историко-географски области (редом с Мизия, Тракия, Македония и Добруджа), в които се е формирала българската народност през Средновековието. Почти през целия период на съществуване на Първата и Втората българска държава Поморавието или по-голямата част от него е в границите на българската държава.
Западно от Поморавието се намират 2 области със самостойно развитие и значение към българската история – Рашка и Зета. В този смисъл следва да се прави разграничение между сръбската Дукля като част от т.нар. средновековни сръбски земи и зетското владение изпърво споменато като такова от Кекавмен.
Важна подробност е, че последният български цар Константин II Асен пребивава и умира в Белград на територията на Моравското княжество, прераснало след Ангорската битка в Моравско деспотство, където Константин Костенечки прави последната средновековна ортографска реформа посредством създадената Ресавска книжовна школа.
Австрийците, с цел привличане на лоялно гранично население в областта, правят кампания и в резултат Шумадия се заселват много ужичани и херцеговинци, както и сърби от Пещер и Бърдата, с което народностния характер в и без това слабо населената област се променя чувствително, като този заселнически процес засяга донякъде и Поморавието. Този процес е продължен и по-късно по времето на т.нар. Кочина крайна.

За знаменателната за българо-сръбските отношения 1868 г. революционерът Христо Ботев пише във вестник „Знаме“: 
| „ | ... Сърбия изгони турците из Белград, но с това заедно изгони из себе си и българското доверие. | “ |

След края на т.нар. Вукова реформа вътрешната и външната политика на княжество и кралство Сърбия се изразява в отричане на българския характер на населението не само в Източна Сърбия, но и в т.нар. Стара Сърбия.
Първото специализирано изследване на езика на моравците излиза през 1903 г. под перото на шведския учен Олаф Брох (Olaf Broch), озаглавено на немски „Die Dialekte des Süblichsten Serbiens“. То е издание на Балканската комисия на Виенската академия на науките. Това изследване е последвано от изключително важното лингвистично проучване на Александър Белич „Диалекти на Източна и Южна Сърбия“, последвано от студия на Стефан Младенов и „Бележки по южнославянската филология и история“ на Кръстьо Мисирков.

От тези изследвания става ясно за: 
| „ | ... една граница между българския и сърбо-хърватския езици и народи, която била установена между тях от заселването на полуострова със славяни, останала като етническо-политическа граница между българи и сърбохървати през всички средни векове и останала като етническа и езикова граница до наши дни. Това е линията, която захваща от десния бряг на река Сава, върви на юг по водораздела на Колубара и Морава, след това по тоя на Сръбска Морава и Ибър към Скадар и Адриатическо море. | “ |

Резултатите на Гаврил Занетов са публикувани в книгата му „Населението по долината на река Велика Морава“, излязла в София през 1918 г. Те дават основание на всички изявени български учени по онова време да причислят моравския говор към българския език.

## Етнография
Важно е отбелязването на Милан Миличевич, че: 
| „ | Първата керемида в Шумадия са донесли керемидарите и тухларите от Нишкия и Пиротски окръг. | “ |

 Същото важи и за направата на кладенците в Шумадия.
Изключителна етнографска отлика на Поморавието от останалата Сърбия е хоризонталното клатене на глава за утвърдителен знак и обратното, понеже навсякъде другаде с изключение на Тимошко е обратното – утвърдителният знак е вертикалното поклащане с глава.
В този смисъл долината на Сръбска Морава, макар и предразполагаща към селища от сгрупиран тип, се отличава от Поморавието.
Етноложки обобщения:
- Населението в Поморавието се състои главно от преселници от южните и източните български земи в периода от началото на ХVІІІ век и насетне.
- Старото средновековно моравско население (староседелци или на ср. старинци) също е било от български произход.
- Сръбските колонизатори в областта от западните предели и Войводина се различават във всяко отношение от местното население.
- Косовско-моравският говор на населението е донякъде посърбен, като за областта е типична диглосията[4].